# Koła i turbiny wodne
Zasugerowano, aby zintegrować ten artykuł z artykułem Turbina wodna (dyskusja). Nie opisano powodu propozycji integracji.
Turbiny

## Budowa turbin
Podstawowym elementem każdej turbiny jest łopatka, która jest przymocowana do tarczy lub bębna. Łopatki są przymocowane na całym obwodzie bębna lub tarczy tworząc tak zwany wieniec łopatkowy lub palisadę łopatkową. Bęben bądź tarcza jest osadzona na wale; czasem są one wykonane jako jeden element. Wał razem z tarczą / bębnem i wieńcem łopatkowym stanowią wirnik turbiny, który się obraca w wyniku przepływu gazu bądź cieczy. Palisada na wirniku nazywa się palisadą wirnikową albo wieńcem wirnikowym. W turbinach osiowych (zwłaszcza w turbinach wielostopniowych) często wieniec wirnikowy musi mieć przed sobą nieruchomy wieniec kierowniczy zwany też kierownicą, który ma za zadanie odpowiednio ukierunkować czynnik padający na łopatki wirnika. Kierownica także składa się z łopatek i jest ona nieruchomo przymocowana do korpusu turbiny. Nie może ona stykać się z wirnikiem. Wieniec kierowniczy wraz z wieńcem wirnikowym stanowi jeden stopień turbiny osiowej. Ich liczba może być różna, najczęściej od kilkunastu do jednego. Liczba łopatek palisady wirnikowej jest na ogół inna niż w palisadzie kierowniczej. Całość jest zamknięta w korpusie pojedynczym lub podwójnym. Wirnik jest osadzony na łożyskach ślizgowych (w przypadku dużych turbin pracujących na ziemi), bądź tocznych (dla konstrukcji trakcyjnych / lotniczych). Przejścia wału przez korpus są uszczelniane uszczelnieniami labiryntowymi. Niektóre turbiny jak na przykład turbina wiatrowa nie potrzebują kierownicy ani korpusu i wystarczy im jeden tylko stopień.

## Zasada działania
Czynnik termodynamiczny, którym może być para, spaliny albo inny płyn, pada na łopatki turbiny pod odpowiednim kątem powodując obracanie się tarczy wokół osi wału. Na wale powstaje moment obrotowy, który można wykorzystać do napędu czegokolwiek. Turbina napędzana parą nazywa się turbiną parową. Turbina napędzana gazami spalinowymi albo innymi (ale nie parą) nazywa się turbiną gazową (więcej rodzajów turbin znajdziesz w rozdziale „klasyfikacja” na końcu tego artykułu).
Jeśli się okaże, iż prędkość czynnika jest za mała, aby nadać wirnikowi wymaganą prędkość wtedy potrzebna będzie kierownica (w turbinie osiowej). Jej łopatki tworzą zwężające się kanały przyspieszając płyn. Jeśli czynnikiem jest gaz to w kierownicy dochodzi do jego ekspansji (rozprężania). W większości przypadków poprzez zwiększenie ilości stopni polepsza się sprawność procesu zamiany energii czynnika na moment obrotowy wału. Czynnik po przejściu przez wieniec wirnikowy zmienia swój kierunek, więc kolejnym zadaniem łopatek kierowniczych jest nadanie strumieniowi czynnika z powrotem wymaganego kąta napływu na następny stopień wirnika. Gdy ekspansja zachodzi także w wirniku (w takim samym stopniu jak w kierownicy) mamy do czynienia z turbiną reakcyjną. W turbinie akcyjnej zdecydowana większość ekspansji zachodzi w palisadzie kierowniczej. Podział turbin na akcyjne i reakcyjne jest raczej umowny i w rzeczywistości reakcyjność stopni może być różna.

### Turbina wodna(turbina hydrauliczna)
Jest to silnik wodny przetwarzający energię mechaniczną wody na ruch obrotowy za pomocą wirnika z łopatkami. Stosowana głównie w elektrowniach wodnych do napędu prądnic. Zalicza się ona do silników hydrokinetycznych; silników przepływowych.
Poprzednikiem i wzorem dla turbin wodnych było koło wodne. Skonstruował je B. Fourneyron w 1827

#### Klasyfikacja

##### Podział ze względu na medium napędzające
- turbiny wodne,
- turbiny wiatrowe,
- turbiny cieplne,
- turbiny parowe,
- turbiny gazowe.

##### Podział ze względu na kształt wirnika
- turbiny promieniowe,
- turbiny osiowe,
- turbiny komorowe,
- turbiny bębnowe.

##### Podział ze względu na reakcyjność
- akcyjne
  - turbina Peltona w której wirnik z wklęsłymi łopatkami zasilany jest stycznie strumieniem wody z dyszy - stosowana przy dużych spadkach.
- reakcyjne
  - turbina Francisa – dla średnich spadków,
  - turbina Kaplana, turbina śmigłowa – dla małych spadków,
  - turbina Tesli, turbina talerzowa – szczególny przypadek turbiny hydraulicznej.

##### Podział ze względu na zastosowanie
- turbiny przemysłowe,
- turbiny energetyczne,
- turbiny lotnicze,
- turbiny okrętowe,
- turbiny trakcyjne,
- turbiny pomocnicze.

#### Turbina Francisa
W przeszłości turbina Francisa była instalowana w całym zakresie spadów do 500 m. Obecnie jednak, ze względu na możliwość wykorzystania na najniższe spady nowoczesnych rozwiązań turbin rurowych, nie są one zalecane dla spadów poniżej 5m.
Część przepływową turbiny Francisa stanowią w kolejności: kierownica, wirnik, rura ssąca, a także w wielu przypadkach specjalnie ukształtowana obudowa spełniająca rolę elementu doprowadzającego wodę do kierownicy w postaci spirali, leja lub kotła. Przeznaczeniem kierownicy jest zapewnienie dopływu określonej ilości wody do wirnika oraz odpowiednie ukierunkowanie strugi. W wirniku następuje zasadnicza przemiana energii wody na pracę mechaniczną, a także zmiana kierunku przepływu z promieniowego kierunku wylotu kierownicy na osiowy kierunek wylotu z wirnika.
Z wirnika woda odpływa prostoosiową lub zakrzywioną rurą ssącą, której działanie polega na wytworzeniu podciśnienia na wylocie wirnika. Umożliwia to wykorzystanie części spadu, odpowiadającej odległości wirnika od zwierciadła wody w kanale odpływowym. Jednocześnie rura ssąca stwarza warunki do odzyskania części energii kinetycznej opuszczającej wirnik, co jest szczególnie ważne w turbinach szybkobieżnych.
Wirnik turbiny Francisa składa się z dwóch wieńców zewnętrznego i wewnętrznego oraz z łączących ich łopatek. W wieńcu wewnętrznym są wykonane otwory odciążające, zapewniające zmniejszenie sił osiowych wywołanych naporem hydraulicznym. Kształt wirnika i samych łopatek jest ściśle związany z szybkobieżnością Powszechnie stosowaną technologią wykonywania wirników turbin Francisa jest odlewnictwo. Obecnie jednak coraz częściej jest stosowana technologia spawalnicza. Łopatki wirnika są zwykle kształtowane metodą wytłaczania.
Istotnym problemem w konstrukcji turbin Francisa jest zapewnienie małych przecieków przez szczeliny na obwodzie wirnika. Dla turbin na niskie spady stosuje się rozwiązanie w postaci pierścieni uszczelniających. Sprawa uszczelnień staje się szczególnie ważna w przypadku turbin wysokospadowych, w takich bowiem warunkach straty szczelinowe mogą osiągać nawet kilka procent przełyku turbiny.
Zasadniczą zaletą turbiny Francisa jest możliwość produkowania jej w różnych rozwiązaniach konstrukcyjnych. Pozwala to na odpowiednie dobranie turbiny do istniejących warunków lokalnych, budowli hydrotechnicznych, wyposażenia mechanicznego. W krajowych elektrowniach wodnych, a w szczególności małych (do 5000 kW), najczęściej są stosowane pionowe turbiny Francisa umieszczone w komorze otwartej, rzadziej zamkniętej, lub też turbiny o wale poziomym z krzywakiem, w spirali, bliźniacze i wielowirnikowe. Dla wyższych spadów są stosowane turbiny w spiralach stalowych lub żeliwnych, a przy większych przełykach – w spiralach betonowych.

#### Turbina Kaplana
Różnica konstrukcyjna pomiędzy turbiną Francisa i Kaplana uwidacznia się szczególnie w budowie wirnika, konstrukcja kierownicy pozostaje natomiast właściwie niezmieniona. Wirnik turbiny Kaplana ma nastawialne łopatki, które obracają się w łożyskach osadzonych w piaście wirnika. Tak, więc typowa turbina Kaplana  ma dwa regulowane zespoły – wirnik i kierownicę. Pomiędzy nastawieniami łopatek wirnika i kierownicy musi być zachowana ścisła zależność. Zapewnia to wysoką sprawność turbiny w szerokim zakresie obciążeń. Uproszczonym rozwiązaniem turbiny Kaplana jest turbina z pojedynczą regulacją (tylko łopatek wirnika lub tylko kierownicy). Jest to tzw. turbina śmigłowa, obecnie bardzo rzadko stosowana.
Przez wiele lat turbina Kaplana (śmigłowa) była najczęściej instalowana w układzie pionowym, zabudowana w komorze spiralnej, blaszanej lub betonowej, z odprowadzeniem wody zakrzywioną rurą ssącą. W ostatnich latach bardzo szerokie zastosowanie znalazły liczne rozwiązania konstrukcyjne turbin Kaplana wykonywane w układzie rurowym, o osi poziomej lub ukośnej. Zakres stosowania turbin rurowych pokrywa się zasadniczo z zakresem stosowania klasycznych szybkobieżnych turbin Kaplana. Znaczne uproszczenie kształtu części przepływowej turbiny rurowej – zapewniające prawie prostoosiowy przepływ przez komorę wlotową, wirnik i rurę ssącą – powoduje istotne zmniejszenie strat hydraulicznych, szczególnie przy dużych prędkościach przepływu. Zastosowanie w elektrowni turbiny rurowej upraszcza rozwiązanie budowli hydrotechnicznej oraz zapewnia zwartą konstrukcję budynku elektrowni, przyczynia się więc do zmniejszenia kosztów inwestycyjnych obiektu.;

#### Turbina Tesli
Nikola Tesla nazywał ją "siłownią w kapeluszu". Jedna z wersji rozwijała 110 KM przy 5000 obrotach na minutę. Tesla uważał, że większe turbiny mogą osiągnąć 1000 KM. Silnik z turbiną talerzową pracuje bezwibracyjnie. Jego wyprodukowanie jest tanie, ponieważ nic poza łożyskami rotora nie wymaga dopasowania z małymi tolerancjami. Nie wymaga wiele konserwacji. Jeżeli to konieczne, łatwo można wymienić rotor. Turbina może pracować na parę, sprężone powietrze, benzynę lub olej napędowy.
Działanie. W odróżnieniu do konwencjonalnych turbin, które używają łopatek lub łyżeczek by przyjąć energię przepływu, Tesla używa zestawu sztywnych metalowych tarcz, które zamiast przeciwstawiać się strumieniowi napędowemu pod ostrym kątem, wirują z płynną sprawnością równolegle do kierunku przepływu. Dyski napędza szczególna adhezja, która występuje pomiędzy powierzchnią tarczy a poruszającym się płynem. Ta adhezja, opór napotykany przez samoloty i inne pojazdy, jest, w pojęciu Tesli, wywoływany przez uderzenie płynu w chropowatość ciała stałego (po prostu opór tarcia) i "wewnętrzne siły przeciwstawiające się oddzielaniu cząsteczek (zjawisko przyklejania).
Płyn napędowy przechodzi przez króciec dopływowy i jest kierowany dyszą na tarcze na ich obwodzie. Przepływa on spiralnie po wirujących tarczach, wypływając przez otwór znajdujący się w środku tarcz i zostaje wyrzucony z obudowy na zewnątrz.
Tesla w swoim patencie podkreśla, że w silniku napędzanym płynem "zmiany prędkości i kierunku ruchu płynu mogą być maksymalnie, jak to możliwe, stopniowe". Chociaż to, zauważa, nie ma miejsca w aktualnie istniejących silnikach, gdzie "nie do uniknięcia są gwałtowne zmiany, uderzenia i wibracje".
"Stosowanie tłoków, łopatek, wiosełek i ostrzy", zauważa Tesla, bezwzględnie przyczynia się do licznych defektów i ograniczeń oraz dodatkowo komplikuje konstrukcje, podnosi koszt produkcji i utrzymania maszyn". Turbina Tesli jest bezwibracyjna, ponieważ płyn napędzający porusza się "po naturalnych ścieżkach lub liniach strumienia, stawiających najmniejszy opór nie napotykając wymuszenia lub zaburzeń przepływu". Ruch turbiny może być z łatwością odwrócony przez wprowadzenie płynu napędowego przez zawór doprowadzający z drugiej strony.